# Cantenac
Cantenac, sometimes Cantenac-Margaux, là một xã thuộc tỉnh Gironde trong vùng Aquitaine tây nam nước Pháp.